# Fronhof (Bergisch Gladbach)
Der Fronhof war ein mittelalterlicher Herrenhof und ein Ortsteil in der Stadtmitte der jetzigen Stadt Bergisch Gladbach im Rheinisch-Bergischen Kreis.

## Lage und Beschreibung
Der Fronhof zu Gladbach, auch Gladbacher Hof genannt, lag etwa dort, wo heute der Parkplatz an der Buchmühle liegt.

## Geschichte
Der Fronhof war die Keimzelle des Kirchspiels Gladbach und seiner Honschaften. Der Ursprung ist nicht zweifelsfrei geklärt, liegt jedoch mit hoher Sicherheit vor dem Jahr 1000. Auch die Gladbacher Kirche wurde auf dem Grund des Fronhofs gebaut, beide blieben im Eigentum des Landesherrn, ebenso wie die Mühlen Buchmühle, Gladbacher Mühle und Gronauer Mühle. Erstmals urkundlich erwähnt wurde der Fronhof 1271, als Adolf V. Eigentümer war. Der Fronhof war auch Sitz des Gladbacher Hofgerichts. 1733 brannte der Fronhof nieder, worauf er im folgenden Jahr wieder aufgebaut wurde. Aus Carl Friedrich von Wiebekings Charte des Herzogthums Berg 1789 geht hervor, dass der Fronhof zu dieser Zeit Teil der Honschaft Gladbach im bergischen Amt Porz war.
Unter der französischen Verwaltung zwischen 1806 und 1813 wurde das Amt Porz aufgelöst und der Fronhof wurde politisch der Mairie Gladbach im Kanton Bensberg zugeordnet. 1816 wandelten die Preußen die Mairie zur Bürgermeisterei Gladbach im Kreis Mülheim am Rhein. Mit der Rheinischen Städteordnung wurde Gladbach 1856 Stadt, die dann 1863 den Zusatz Bergisch bekam.
| Jahr | Einwohner | Wohn- gebäude | Kategorie      |
| ---- | --------- | ------------- | -------------- |
| 1822 | 18        |               | Hofstelle      |
| 1830 | 27        |               | Hofstelle      |
| 1845 | 34        | 2             | einzelnes Haus |
| 1871 | 71        | 1             | Einzelhaus     |
| 1885 | 131       | 12            | Wohnplatz      |

Schließlich wurde er im Jahr 1959 abgerissen.